# يعقوب الأطرش (كاتب)
يعقوب خليل الأطرش (1933 - 24 مايو 2009) هو كاتب وأديب فلسطيني.

## حياته ونشاته
ولد في مدينة بيت ساحور بفلسطين في مطلع عام 1933، من أب أديب وشاعر وأم معلمة تنقلت بين مدارس فلسطين ولبنان. وتلقى تعليمه الابتدائي والثانوي في مدارس بيت ساحور والرملة والخليل. نال بتفوق شهادة الاجتياز إلى التعليم العالي الفلسطيني عام 1951, ودبلوم التربية من صف المعلمين بعمان عام 1952. عمل في ميدان التربية والتعليم ما يزيد على ثلاثين عاماً كمعلم في مدرستي بيت لحم وبيت جالا الثانويتين ثم كمدير لمدرسة بيت ساحور الثانوية إلى حين تقاعده في مطلع شهر تشرين الثاني/نوفمبر عام 1982 .